# György Ruzitska
György Ruzitska (n. 10 februarie 1786, Viena - d. 2 decembrie 1869, Cluj) a fost un compozitor, pianist și profesor de muzică maghiar, stabilit la Cluj.

## Viața
A plecat în Transilvania în anul 1810, ca profesor de muzică particular, în familia contelui János Bánffy. S-a stabilit la Cluj în anul 1819, în calitate de corepetitor și dirijor, la Teatrul Național [maghiar]. În anul 1829, la Pesta, a avut loc premiera operei sale, Alonso. În anul 1835 a înființat la Cluj un conservator, devenind ulterior directorul acestuia. Din 1851 a fost și profesor de muzică la liceul catolic din oraș. Mormântul său se află în cimitirul Hajongard din Cluj.

## Creația
Muzică religioasă: mise, recviem, Te Deum
Lucrări pentru orgă
Opera Alonso